# Michel Platnic
 (mars 2021).
Michel Platnic (né le 26 février 1970 à Villeneuve-Saint-Georges) est un artiste plasticien franco-israélien Il travaille à Berlin de 2014 à 2017 et à Tel Aviv depuis 1998. Il utilise plusieurs média dont la photographie, la vidéo, la performance et la peinture.

## Biographie

### Famille et formation d'ingénieur
Son père est pilote de chasse dans l'armée française. Sa vision existentialiste de la vie influence, plus tard, les choix artistiques de son fils Michel,. 
En 1994, Michel Platnic est diplômé en génie électrique de l’ESIEE Paris. 

### Formation artistique
À l'âge de 28 ans, il s'installe en Israël. 
En 2010, il est diplômé du Beit Berl College (en),. La même année, il obtient une bourse de photographie de l’institut Shpilman de la photographie. Il est sélectionné par l'incubateur ST-ART pour jeunes artistes.

### Carrière artistique
Pendant ses études d'ingénieur, Michel Platnic voyage sur le continent asiatique. En Irian Jaya, il est accueilli par des tribus qui organisent une cérémonie de bienvenue. Les habitants miment un combat traditionnel alors que leur corps est couvert de couleurs minérales et de plantes. Michel Platnic considère cette rencontre, a posteriori, comme un moment qui a influencé son art.

#### Peintures vivantes
En 2013, il expose un projet dans lequel il donne vie à plusieurs scènes des œuvres de Francis Bacon en les remettant en scène et en les plaçant dans un contexte différent sur le plan technique, psychologique et conceptuel. La toile traditionnelle est remplacée par des décors cinématographiques grandeur nature et les personnages, y compris lui-même, sont des modèles vivants.  
En 2017, il crée un diptyque vidéo "Genesis-deGenesis" inspiré du récit biblique de la création du monde. Par le truchement de moyens picturaux, sculpturaux, performatifs et cinématographiques, Michel Platnic conçoit un one-man-show dans lequel il « recrée » symboliquement l'acte de création.   
En 2020, inspiré principalement des autoportraits d'Egon Schiele, il expose son nouveau corpus d'œuvres « Bordermine ».

#### Installations vidéos et performances
Au cours de ses études d'art au Beit Berl Art College, Platnic travaille la performance et les installations vidéo. Pendant ses études à Berlin en 2014, Platnic revient à la programmation informatique pour créer des œuvres vidéo génératives. Il attache, entre autres, des capteurs à son propre corps, pour créer des performances sonores et visuelles. Les thèmes qu’il aborde reflètent l’homme prisonnier d’un langage et d’une culture qui conceptualisent son observation du monde, et traitent plus ouvertement de l'ordre mondial, du pouvoir menant à la guerre et à la lutte économique. 

#### Domaine associatif
Michel Platnic fonde en 2019 une organisation non gouvernementale appelée ReGenesis dont le but est de créer des synergies pour la justice environnementale et la durabilité à travers des actions artistiques collectives lancées principalement dans l'espace public[source secondaire souhaitée].